# شهرستان جورجی
شهرستان جورجی (به لاتین: Giurgiu County) یک județ در رومانی است که در رومانی واقع شده‌است.

## خصوصیات
شهرستان جورجی ۳٬۵۲۶ کیلومترمربع مساحت و ۲۶۵٬۴۹۴ نفر جمعیت دارد.